# 龍運巴士A47X線
龍運巴士A47X線是香港一條機場特快巴士路線，來往大埔（太和）及機場，本線是大埔區首條途經青沙公路的全日常規專營巴士路線，亦是繼A47線後大埔區第2條機場巴士A線和新界區第2條取道青沙公路直達機場的常規專營巴士路線，以及龍運巴士第2條途經青沙公路及九龍區的常規專營巴士路線。
龍運巴士NA47線是A47X線的深宵特別路線，總站是設在港珠澳大橋香港口岸，繞經機場客運大樓及國泰城。往太和方向繞經大埔中心巴士總站，以及來回程繞經白石角。

## 歷史
在2015-2016年度巴士路線計劃內，運輸署和龍運巴士建議開辦A47線往返富亨機場（地面運輸中心）及，該建議提出後，旋即引起一眾區議員爭論，因為其定線異常不吸引，需繞經白石角、香港科學園及大學站，增加車程之餘車資亦十分昂貴，同時服務時間不能配合旅客前赴機場乘搭早上離港的航班。
A47線於2015年12月19日開辦後，非但不能達到原有疏導客量持續高企的E41線之目的，更甚的是每班車之客量大多維持於極低水平。
有見及此，運輸署和龍運巴士於2016-2017年度巴士路線計劃建議開辦本線，全日來往大埔墟站及機場（地面運輸中心），在大埔區內依次途經大埔墟、太和邨、富亨邨、大埔中心及廣福邨後才前往吐露港公路，每半小時一班，全程收費高達$30.9。由於有議員認為建議方案在大埔區內的走線迂迴及收費偏高，巴士公司於同年5月提交修訂方案，在大埔區內只設大埔墟站總站而不設中途站，然後直接駛往吐露港公路前往機場，並下調收費至$27.7，試辦六個月。此方案除了營造特快來往大埔及機場的效果，還能減低路線的迂迴情況，因此獲得區議會支持及通過。
有部分大埔區議員指「一站出區」方案無法便利其他大埔區內市民。
- 2016年8月20日：A47X線開辦；同日A47由機場開出班次由18:00調整至18:15[3][4]。
- 2017年1月27日，A47線取消服務，由A47X線總站遷往富亨，經大埔墟站及廣福邨往返機場所取代，部分班次繞經大埔中心、香港科學園、大學站及國泰城；往機場方向之頭班車提早至05:00開出[5]。
- 2017年6月1日：NA47線開辦[6]。
- 2017年12月2日：NA47線增設由機場前往富亨之回程服務[7][8]。
- 2017年12月16日：A47X線所有由富亨開出的班次繞經大埔中心巴士總站，所有由機場（地面運輸中心）開出的班次均延遲5分鐘開出（00:00開出的班次除外），由機場（地面運輸中心）開出的特別班次改為18:05開出[9]。
- 2018年5月1日：NA47線正式提升為常規路線。
- 2018年10月24日：NA47線總站延長至港珠澳大橋香港口岸，來回程增設「國泰城」站[10]。
- 2019年11月29日：取消「二號客運大樓」巴士站[11]。
- 2020年1月6日至4月1日：星期一至五增設於07:30增設由機場（地面運輸中心）開出的特別班次[12]。但後來因受新冠肺炎疫情影響，試辦期提早於2月21日結束[13]。
- 2020年7月13日：A47X線每天06:00班次往機場方向繞經航展道，並增停「機場博覽館」巴士站[14]。
- 2020年8月17日：受2019冠狀病毒病疫情影響，A47X線改為往機場及往大埔方向分別只於每日上午及下午繁忙時段營運各六個班次[15]。
- 2023年8月13日：[16]
  - A47X線及NA47線大埔總站延長大埔（太和）；
  - A47X線繞經白石角的特別班次不停大學站，所有班次來回程繞經港珠澳大橋香港口岸；
  - NA47線來回程繞經白石角。

- 2023年9月3日：A47X線往機場方向及NA47線往港珠澳大橋香港口岸方向增停汀太路「大埔公眾泳池」站。[17]

- 2023年10月3日：NA47線調整由大埔（太和）開出之班次服務時間為04:10。

- 2023年11月5日：A47X線來回方向增停青沙公路轉車站。[18]
- 2024年10月13日:  每日07:30-10:00由大埔（太和）開出的班次及由機場 18:05-21:05開出的班次繞經白石角及香港科學園,。[19]
- 2024年12月16日: 每日18:05由機場開出的班次不再繞經航展道及航天城東路。
- 2025年4月14日：A47X、NA47線往太和方向取消「香港紅卍字會大埔卍慈中學」站，改停「頌雅苑」站。

## 服務時間及班次
A47X
| 每日大埔（太和）開 | 每日大埔（太和）開 | 每日大埔（太和）開 | 每日大埔（太和）開 | 每日大埔（太和）開 | 每日大埔（太和）開 |
| ------------------ | ------------------ | ------------------ | ------------------ | ------------------ | ------------------ |
| 05:00              | 05:30              | 06:00              | 06:30              | 07:00              | 07:30              |
| 08:00              | 08:30              | 09:00              | 09:30              | 10:00              | 10:35              |
| 11:10              | 11:40              | 12:10              | 12:40              | 13:10              | 13:40              |
| 14:10              | 14:40              | 15:10              | 15:40              | 16:10              | 16:40              |
| 17:10              | 17:40              | 18:15              | 18:50              | 19:25              | 20:00              |
| 20:35              | 21:05              | 21:35              | 22:05              |                    |                    |

| 每日機場開 | 每日機場開 | 每日機場開 | 每日機場開 | 每日機場開 | 每日機場開 |
| ---------- | ---------- | ---------- | ---------- | ---------- | ---------- |
| 10:05      | 10:35      | 11:05      | 11:35      | 12:05      | 12:35      |
| 13:05      | 13:35      | 14:05      | 14:35      | 15:05      | 15:35      |
| 16:05      | 16:35      | 17:05      | 17:35      | 18:05      | 18:35      |
| 19:05      | 19:35      | 20:05      | 20:35      | 21:05      | 21:35      |
| 22:05      | 22:35      | 23:05      | 23:35      | 00:00      |            |

- 粗體班次繞經白石角
- 藍字班次繞經白石角及國泰城
- 紅字班次繞經機場博覽館

NA47
- 港珠澳大橋香港口岸開：00:25
- 大埔（太和）開：04:10

## 收費
| 路線 | 全程收費 | 分段收費 |
| ---- | -------- | --- |
| A47X | $29.0    | - 青嶼幹線轉車站往機場（地面運輸中心）：$19.8 - 馬料水公眾碼頭往大埔（太和）：$11.5（只適用於每日18:05由機場（地面運輸中心）開出之班次） - 廣福邨往大埔（太和）：$8.1 |
| NA47 | $44.5    | - 青嶼幹線轉車站往港珠澳大橋香港口岸：$34.6 - 廣福邨往大埔（太和）：$13.5                                                                                             |

| - 本線設有12歲以下小童及65歲或以上長者半價優惠。 - 本線不設長者及殘疾人士每程$2.0的票價優惠；12至64歲殘疾人士如使用「殘疾人士身份」個人八達通，以及60至64歲香港居民使用「樂悠咭」繳付車資，會以全費計算。 - 乘客可以現金或八達通於上車時付款，不設找續。 - 每位成人乘客可免費攜帶最多兩名4歲以下而不佔座位的兒童乘客乘車，超額之4歲以下小童必須繳付小童車費乘車。 - 持有「九巴月票」之乘客在車票有效期內，乘搭機場「A」及「NA」線（包括本路線）可享原價二七折優惠（不會計算每天10次合資格車程）；而其他九龍巴士及龍運巴士路線則可每日可享合共最多10程（不包括B1線，但包括聯營路線的九龍巴士／龍運巴士提供的班次；惟B1線則每日可享最多各2程（不會計算每天10次合資格車程））。 - 九龍巴士、城巴、龍運巴士及陽光巴士全職員工及家屬（不包括外判職員）可免費乘搭本路線，惟必須拍職員或職員家屬八達通。 - 乘客亦可透過多元化電子支付系統（e度嘟）繳付車資，包括使用非接觸式VISA卡、JCB卡、萬事達卡、銀聯卡、美國運通、大來國際、Discover Card、Apple Pay、Google Pay、Samsung Pay、AlipayHK「易乘碼」、支付寶、WeChatHK／微信支付「搭車碼」、銀聯雲閃付「乘車碼」及BOC Pay「乘車碼」。使用此支付方式的乘客可享有中途下車之分段收費，以及與其他九巴／龍運獨營路線或聯營線九巴／龍運班次之轉乘優惠，惟不能享有與非九巴／龍運路線之轉乘優惠，亦不能享有「公共交通費用補貼計劃」。 |

### 八達通轉乘優惠
乘客登上本線後指定時間內以同一張八達通卡轉乘以下路線，或從以下路線登車後指定時間內以同一張八達通卡轉乘本線，次程可獲車資折扣優惠：
A47X←→龍運E線，於青嶼幹線轉車站或機場轉乘
- A47X往機場 → E31、E32、E36P、E41或E42往東涌/機場，次程車資全免，轉乘時限為90分鐘
- E31、E32、E36P、E41或E42往市區 → A47X往大埔，回贈首程車資，轉乘時限為60分鐘
- E31或E32往東涌/機場 → A47X往機場，第二程$8.1，轉乘時限為90分鐘
- E36P或E42往東涌/機場 → A47X往機場，第二程$13.8，轉乘時限為90分鐘
- E41往機場 → A47X往機場，第二程$17.0，轉乘時限為90分鐘
- A47X往大埔 → E31、E32、E36P、E41或E42往市區，次程車資全免，轉乘時限為60分鐘

A47X←→R8，次程可獲$3折扣優惠，於青嶼幹線轉車站轉乘
- A47X任何方向 → R8往迪士尼樂園，轉乘時限為90分鐘
- R8往青嶼幹線轉車站 → A47X任何方向，轉乘時限為60分鐘

## 使用車輛
現時本線使用8輛亞歷山大丹尼士Enviro 500 MMC 12米客車版(55XX)。

## 行車路線

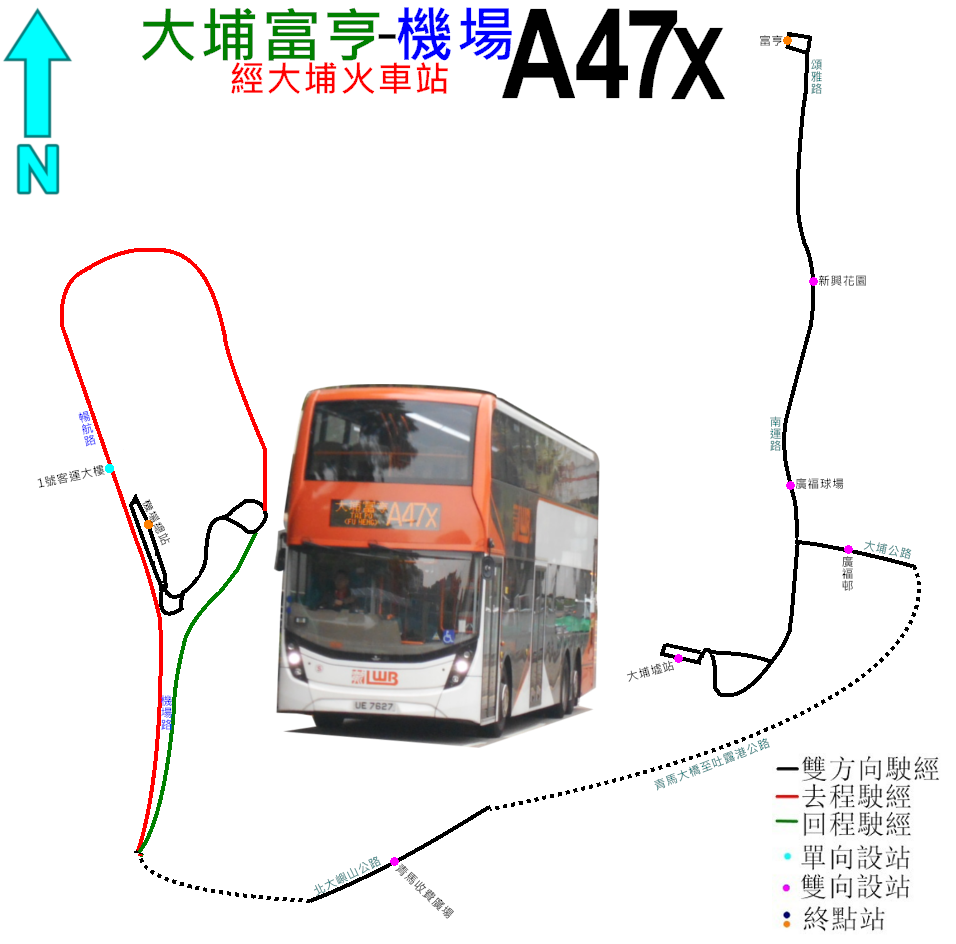
A47X線的走線圖

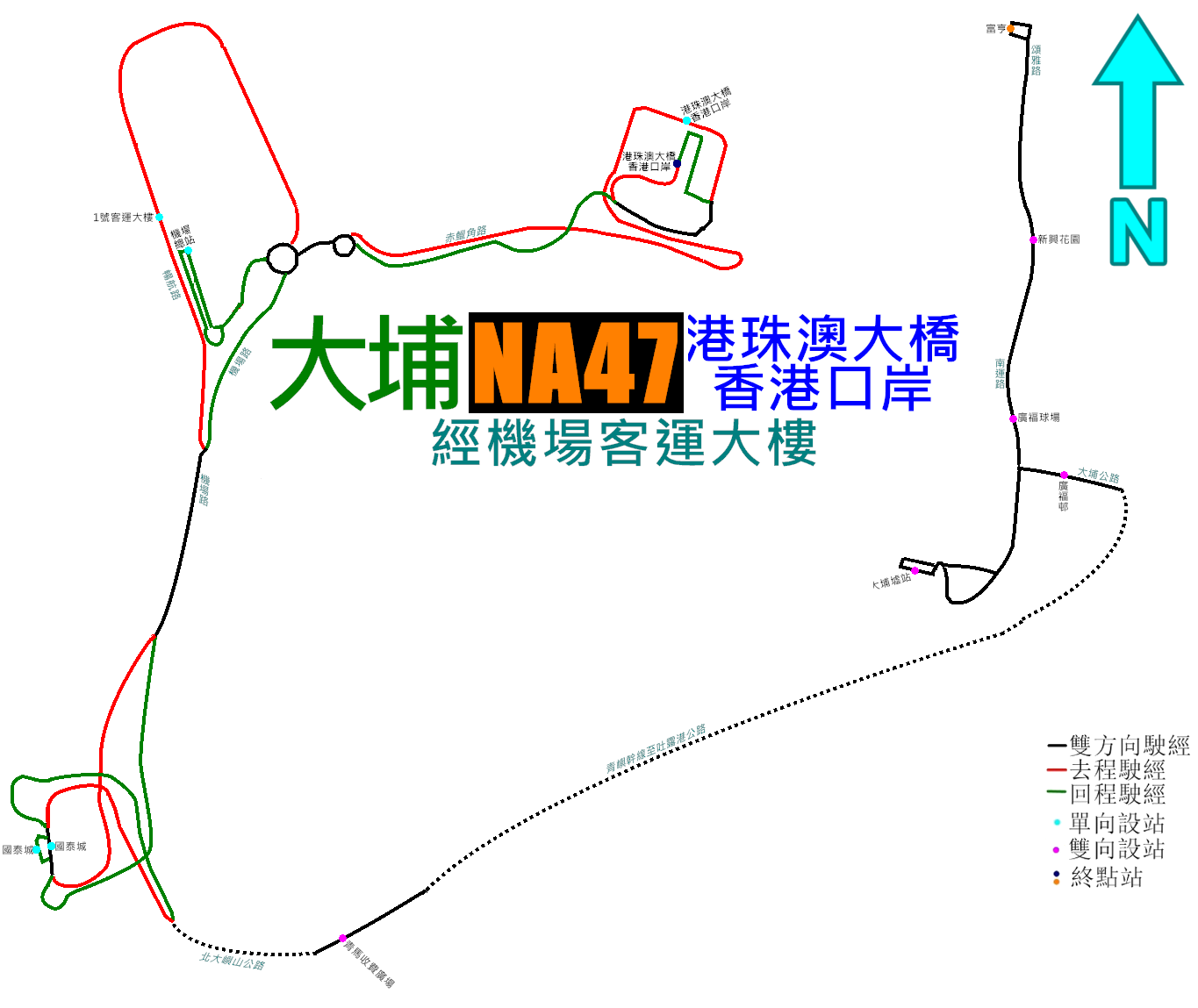
NA47線的走線圖

大埔（太和）開經：寶雅路、汀角路、大埔太和路、汀太路、汀角路、頌雅路、南運路、安埔路、大埔中心巴士總站、安埔路、南運路、雅運路、大埔墟站公共運輸交匯處、雅運路、南運路、大埔公路－元洲仔段、吐露港公路、創新路、科學園路、瑞祥街、吐露港公路、大埔公路－沙田段、青沙公路（大圍隧道、沙田嶺隧道、尖山隧道、昂船洲大橋、南灣隧道）、長青公路、青衣西北交匯處、青嶼幹線、北大嶼山公路、機場路、駿運路交匯處、觀景路、東岸路、機場路、暢航路、機場路、機場南交匯處、暢連路、航天城交匯處、赤鱲角路、順暉路、順匯路、赤鱲角路、東榮路、機場路及暢連路。
斜體字之街道祇限經白石角班次及NA47途經。
粗體字之街道祇限經國泰城班次。

機場（地面運輸中心）開經：暢連路、機場南交匯處、暢連路、航天城交匯處、赤鱲角路、順暉路、順匯路、赤鱲角路、順朗路、北大嶼山公路、青嶼幹線、青衣西北交匯處、長青公路、青沙公路（南灣隧道、昂船洲大橋、尖山隧道、沙田嶺隧道、大圍隧道）、大埔公路－沙田段、吐露港公路、澤祥街、科學園路、創新路、吐露港公路、大埔公路－元洲仔段、南運路、雅運路、大埔墟站公共運輸交匯處、雅運路、南運路、安埔路、大埔中心巴士總站、安埔路、南運路、頌雅路、富亨公共運輸交匯處、頌雅路、汀麗路、汀太路、大埔太和路及寶雅路。
斜體字之街道祇限經白石角班次及NA47途經。
粗體字祇限NA47途經。

### 沿線車站
| 大埔（太和）開 | 大埔（太和）開               | 大埔（太和）開                   | 機場（地面運輸中心）開（A47X） 港珠澳大橋香港口岸開（NA47） | 機場（地面運輸中心）開（A47X） 港珠澳大橋香港口岸開（NA47） | 機場（地面運輸中心）開（A47X） 港珠澳大橋香港口岸開（NA47） |
| 序號           | 車站名稱                     | 位置                             | 序號                                                        | 車站名稱                                                    | 位置                                                        |
| -------------- | ---------------------------- | -------------------------------- | ----------------------------------------------------------- | ----------------------------------------------------------- | ----------------------------------------------------------- |
| 1              | 太和巴士總站                 | 太和巴士總站                     | 1%                                                          | 機場（地面運輸中心）巴士總站                                | 機場（地面運輸中心）巴士總站                                |
| 2              | 大埔政府合署                 | 汀角路                           | #&                                                          | 機場博覽館                                                  | 航展道                                                      |
| 3              | 太和邨                       | 大埔太和路                       | #&                                                          | 香港天際萬豪酒店                                            | 航天城東路                                                  |
| 4              | 大埔公眾泳池                 | 汀太路                           | #&                                                          | 航天城交匯處                                                | 航天城東路                                                  |
| 5              | 太平工業中心                 | 汀角路                           | 2%                                                          | 港珠澳大橋香港口岸（W6）                                    | 港珠澳大橋香港口岸公共運輸交匯處                            |
| 6              | 富蝶邨斑蝶樓                 | 頌雅路                           | *#                                                          | 國泰城                                                      | 駿明路                                                      |
| 7              | 富亨邨亨裕樓                 | 頌雅路                           | 3                                                           | 青嶼幹線轉車站（N1）                                        | 北大嶼山公路                                                |
| 8              | 頌雅路                       | 頌雅路                           | 4^                                                          | 青沙公路轉車站（B5）                                        | 青沙公路                                                    |
| 9              | 大埔中心                     | 大埔中心巴士總站                 | *#                                                          | 馬料水公眾碼頭                                              | 科學園路                                                    |
| 10             | 新興花園                     | 南運路                           | *#                                                          | 水上活動中心                                                | 科學園路                                                    |
| 11             | 廣福球場                     | 南運路                           | *#                                                          | 香港生物科技研究院                                          | 科學園路                                                    |
| 12             | 大埔墟站                     | 大埔墟站巴士總站                 | *#                                                          | 科學園（第一期）                                            | 創新路                                                      |
| 13             | 廣福邨                       | 大埔公路－元洲仔段               | *#                                                          | 科研路                                                      | 創新路                                                      |
| *#             | 白石角變電站                 | 創新路                           | *#                                                          | 雲滙                                                        | 創新路                                                      |
| *#             | 天賦海灣                     | 創新路                           | *#                                                          | 白石角                                                      | 創新路                                                      |
| *#             | 雲滙                         | 創新路                           | *#                                                          | 白石角變電站                                                | 創新路                                                      |
| *#             | 創新路                       | 創新路                           | 5                                                           | 廣福邨                                                      | 大埔公路－元洲仔段                                          |
| *#             | 科研路                       | 創新路                           | 6                                                           | 大埔墟站                                                    | 大埔墟站巴士總站                                            |
| *#             | 科學園（第一期）             | 創新路                           | 7                                                           | 廣福球場                                                    | 南運路                                                      |
| *#             | 香港生物科技研究院           | 科學園路                         | 8                                                           | 大埔中心第五期                                              | 南運路                                                      |
| *#             | 水上活動中心                 | 科學園路                         | *                                                           | 大埔中心                                                    | 大埔中心巴士總站                                            |
| *#             | 馬料水公眾碼頭               | 科學園路                         | 9                                                           | 富亨巴士總站                                                | 富亨巴士總站                                                |
| 14^            | 青沙公路轉車站（A4）         | 青沙公路                         | 10                                                          | 富亨邨亨榮樓                                                | 頌雅路                                                      |
| 15             | 青嶼幹線轉車站（A1）         | 北大嶼山公路                     | 11                                                          | 頌雅苑                                                      | 頌雅路                                                      |
| *#             | 國泰城                       | 觀景路                           | 12                                                          | 翠怡街                                                      | 汀太路                                                      |
| 16             | 一號客運大樓                 | 暢航路                           | 13                                                          | 太和巴士總站                                                | 太和巴士總站                                                |
| &              | 機場博覽館                   | 航展道                           |                                                             |                                                             |                                                             |
| &              | 香港天際萬豪酒店             | 航天城東路                       |                                                             |                                                             |                                                             |
| &              | 航天城交匯處                 | 航天城東路                       |                                                             |                                                             |                                                             |
| 17             | 港珠澳大橋旅檢大樓           | 順暉路                           |                                                             |                                                             |                                                             |
| *              | 港珠澳大橋香港口岸（E7）     | 港珠澳大橋香港口岸公共運輸交匯處 |                                                             |                                                             |                                                             |
| 18^            | 機場（地面運輸中心）巴士總站 | 機場（地面運輸中心）巴士總站     |                                                             |                                                             |                                                             |

- 註：

1. 有%號之車站祇限NA47線對調停靠
2. 有#號之車站祇限07:00由太和開出及18:05由機場（地面運輸中心）開出的A47X班次使用
3. 有&號之車站祇限06:00由太和開出及17:05及17:35由機場（地面運輸中心）開出的A47X班次使用
4. 有*號之車站祇限NA47使用
5. 有^號之車站祇限A47X使用

## 使用狀況
雖然A47線是龍運巴士首條取道青沙公路直達機場的路線，但因繞經香港科學園，加上班次疏落及車費高昂，引致客量偏低。
運輸署和龍運巴士在2016至2017年度巴士路線發展計劃中計劃開辦輔助線A47X（即本線），全日每半小時一班，總站由大埔墟站開出，並增加5輛巴士行走，但A47線的服務則維持不變，而本線於2016年8月20日投入服務。
可是本線初期客量與A47一樣慘淡，加上原方案中建議的太和邨、富亨邨（汀角路）、大埔中心及廣福邨等地區，被大埔區議員（主要為民建聯及經民聯的區議員）指車程過長而改為於大埔墟站開出後不設中途站直上吐露港公路，服務範圍小，有不少大埔區市民、區內六名泛民主派議員（任啟邦、關永業、周炫瑋、劉勇威、任萬全及區鎮樺）和巴士迷惡搞本線為「直通機場巴士A47X線」。
直至運輸署和龍運巴士計劃將兩線合併，改善整體客量及擴展大埔區內的服務範圍：
1. 本線延長至富亨，加經大埔中心、新興花園及廣福邨。
2. 增設途經白石角、香港科學園及港鐵大學站的特別班次以取代原有A47線的服務。

改線後由於服務範圍拓展至未有機場巴士路線覆蓋的大埔北附近一帶屋苑（富亨邨及新興花園），令整體客量顯著上升，同時亦能成功吸引部分乘坐E41線的乘客改搭本線。
2020年：最繁忙的一小時乘客量為65%。

## 外部連結
- 龍運A47X線官方網站資料
- 龍運NA47線官方網站資料
- A47X路線介紹 （页面存档备份，存于）
- NA47路線介紹 （页面存档备份，存于）
- i-busnet.com－龍運A47X號路線 LWB Rt.A47X （页面存档备份，存于）
- i-busnet.com－龍運NA47號路線 LWB Rt.NA47 （页面存档备份，存于）